# إيفلين ستيفنسون
إيفلين ستيفنسون (بالإنجليزية: Eve Stephenson)‏ هي دراجة أمريكية، ولدت في 18 سبتمبر 1969 في الولايات المتحدة.

## وصلات خارجية
- إيفلين ستيفنسون على موقع أرشيف الدراجات (الإنجليزية)
- إيفلين ستيفنسون على موقع إحصائيات الدراجات الإحترافية (الإنجليزية)